# Uruguay az 1972. évi nyári olimpiai játékokon
Uruguay az NSZK-beli Münchenben megrendezett 1972. évi nyári olimpiai játékok egyik részt vevő nemzete volt. Az országot az olimpián 5 sportágban 13 sportoló képviselte, akik érmet nem szereztek.

## Atlétika
Férfi
| Versenyző       | Versenyszám   | Selejtező | Selejtező | Döntő    | Döntő    |
| Versenyző       | Versenyszám   | Eredmény  | Helyezés  | Eredmény | Helyezés |
| --------------- | ------------- | --------- | --------- | -------- | -------- |
| Darwin Piñeyrúa | Kalapácsvetés | 59,84 m   | 31.       | kiesett  | kiesett  |

Női
| Versenyző     | Versenyszám | Előfutam | Előfutam | Előfutam | Negyeddöntő      | Negyeddöntő      | Negyeddöntő      | Elődöntő | Elődöntő | Elődöntő | Döntő   | Döntő    |
| Versenyző     | Versenyszám | Idő      | Hely.    | Össz.    | Idő              | Hely.            | Össz.            | Idő      | Hely.    | Össz.    | Idő     | Helyezés |
| ------------- | ----------- | -------- | -------- | -------- | ---------------- | ---------------- | ---------------- | -------- | -------- | -------- | ------- | -------- |
| Josefa Vicent | 200 m       | 25,09    | 6.       | 28.      | nem állt rajthoz | nem állt rajthoz | nem állt rajthoz | kiesett  | kiesett  | kiesett  | kiesett | kiesett  |
| Josefa Vicent | 400 m       | 55,33    | 7.       | 41.      | kiesett          | kiesett          | kiesett          | kiesett  | kiesett  | kiesett  | kiesett | kiesett  |

## Evezés
| Versenyző                                                 | Versenyszám      | Előfutam | Előfutam | Vigaszág | Vigaszág | Elődöntő | Elődöntő | Döntő   | Döntő   | Döntő   | Helyezés    |
| Versenyző                                                 | Versenyszám      | Idő      | Hely.    | Idő      | Hely.    | Idő      | Hely.    | Típus   | Idő     | Hely.   | Helyezés    |
| --------------------------------------------------------- | ---------------- | -------- | -------- | -------- | -------- | -------- | -------- | ------- | ------- | ------- | ----------- |
| Pedro Ciapessoni Jorge Buenahora Daniel Jorge (kormányos) | Kormányos kettes | 8:29,51  | 5.       | 8:52,42  | 5.       | kiesett  | kiesett  | kiesett | kiesett | kiesett | helyezetlen |

## Kerékpározás

### Országúti kerékpározás
| Versenyző                                                    | Versenyszám     | Idő              | Helyezés      |
| ------------------------------------------------------------ | --------------- | ---------------- | ------------- |
| Jorge Jukich                                                 | Mezőnyverseny   | nem ért célba    | nem ért célba |
| Mario Margalef                                               | Mezőnyverseny   | nem ért célba    | nem ért célba |
| Alberto Rodríguez                                            | Mezőnyverseny   | nem ért célba    | nem ért célba |
| Walter Tardáguila                                            | Mezőnyverseny   | 4:17:28 (+2:51)  | 74.           |
| Lino Benech Jorge Jukich Alberto Rodríguez Walter Tardáguila | Csapat időfutam | 2:21:57 (+10:40) | 27.           |

## Ökölvívás
| Versenyző   | Versenyszám | Selejtező                | 32-es főtábla     | Nyolcaddöntő      | Negyeddöntő       | Elődöntő          | Döntő             | Helyezés |
| Versenyző   | Versenyszám | Ellenfél Eredmény        | Ellenfél Eredmény | Ellenfél Eredmény | Ellenfél Eredmény | Ellenfél Eredmény | Ellenfél Eredmény | Helyezés |
| ----------- | ----------- | ------------------------ | ----------------- | ----------------- | ----------------- | ----------------- | ----------------- | -------- |
| Jorge Acuña | Légsúly     | Leo Rwabwogo (UGA) · RSC | kiesett           | kiesett           | kiesett           | kiesett           | kiesett           | 32.      |

## Úszás
Női
| Versenyző            | Versenyszám    | Előfutam | Előfutam | Előfutam | Elődöntő | Elődöntő | Elődöntő | Döntő   | Döntő    |
| Versenyző            | Versenyszám    | Idő      | Hely.    | Össz.    | Idő      | Hely.    | Össz.    | Idő     | Helyezés |
| -------------------- | -------------- | -------- | -------- | -------- | -------- | -------- | -------- | ------- | -------- |
| Susana Saxlund       | 100 m gyors    | 1:04,91  | 8.       | 45.      | kiesett  | kiesett  | kiesett  | kiesett | kiesett  |
| Susana Saxlund       | 100 m pillangó | 1:11,90  | 8.       | 29.      | kiesett  | kiesett  | kiesett  | kiesett | kiesett  |
| Felicia Ospitaletche | 100 m hát      | 1:13,99  | 8.       | 35.      | kiesett  | kiesett  | kiesett  | kiesett | kiesett  |
| Felicia Ospitaletche | 200 m hát      | 2:37,88  | 7.       | 35.      |          |          |          | kiesett | kiesett  |
| Felicia Ospitaletche | 200 m vegyes   | 2:37,69  | 7.       | 39.      |          |          |          | kiesett | kiesett  |